# Ute Rührold

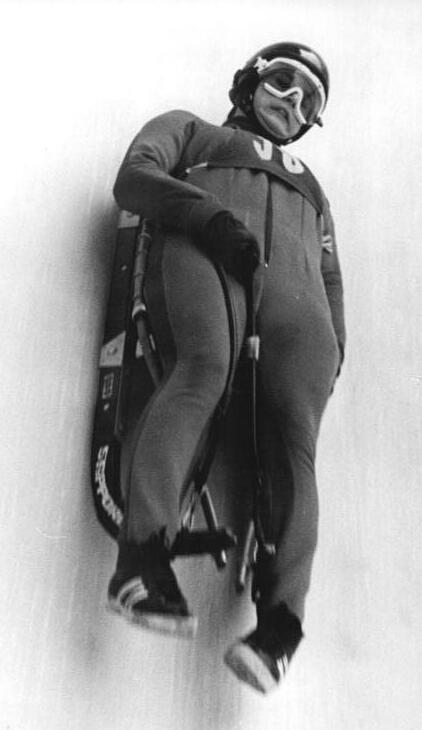
Ute Rührold 1971

Ute Rührold (heute Ute Klawonn) (* 9. Dezember 1954 in Zerbst) ist eine ehemalige deutsche Rodlerin.
Sie gewann bei den Olympischen Winterspielen 1972 in Sapporo und 1976 in Innsbruck jeweils die Silbermedaille im Rodeln. 1972 scheiterte sie an Anna-Maria Müller und 1976 stand Margit Schumann einem Olympiasieg im Weg. Ihren größten Einzelerfolg hatte sie mit dem Gewinn der Europameisterschaft 1972. Bei den Weltmeisterschaften 1972, 1973, 1975 und 1976 gewann sie die Silber-, 1974 die Bronzemedaille.
Ute Rührold war mit dem DDR-Handballspieler Wolfgang Böhme verheiratet. Diese Ehe wurde geschieden. Ute Klawonn (geb. Rührold) lebt heute in zweiter Ehe im Raum Rostock und wirkt dort als Mitarbeiterin im Veranstaltungsdienst.
1972 und 1976 wurde sie mit dem Vaterländischen Verdienstorden in Bronze ausgezeichnet.

## Filmdokumentation
- Mitwirkung in: Fallwurf Böhme – Die wundersamen Wege eines Linkshänders von Heinz Brinkmann, Erzähler: Wolfgang Winkler, 90 Minuten, DVD, Basis-Film Verleih GmbH, Berlin, Vertrieb: KNM Home Entertainment GmbH 2016